# Imbabura (vulcano)
L'Imbabura (4.609 m s.l.m.) è un vulcano andino dell'Ecuador. Si trova nella provincia omonima circa 10 km dal capoluogo Ibarra e circa 6 km dalla cittadina di Otavalo. 
Il massiccio del vulcano ha un'estensione da nord a sud di circa 16 km e da est a ovest di circa 14 km. Il cratere principale è inattivo da millenni e viene chiamato Taita Imbabura (taita in lingua quechua significa padre), nella mitologia delle popolazioni locali viene considerato un luogo sacro. La sommità è quasi sempre ricoperta di nuvole ed è visibile solo occasionalmente, per lo più poco dopo l'alba o poco prima del tramonto.
Accanto al cratere principale vi sono crateri secondari come l'Azaya chiamato anche Huarmi Imbabura (huarmi in lingua quechua significa donna) nella parte occidentale (3926 m s.l.m.) e l'Artezón (4030 m s.l.m.) a nord.
Ai piedi del vulcano si trova il lago San Pablo.

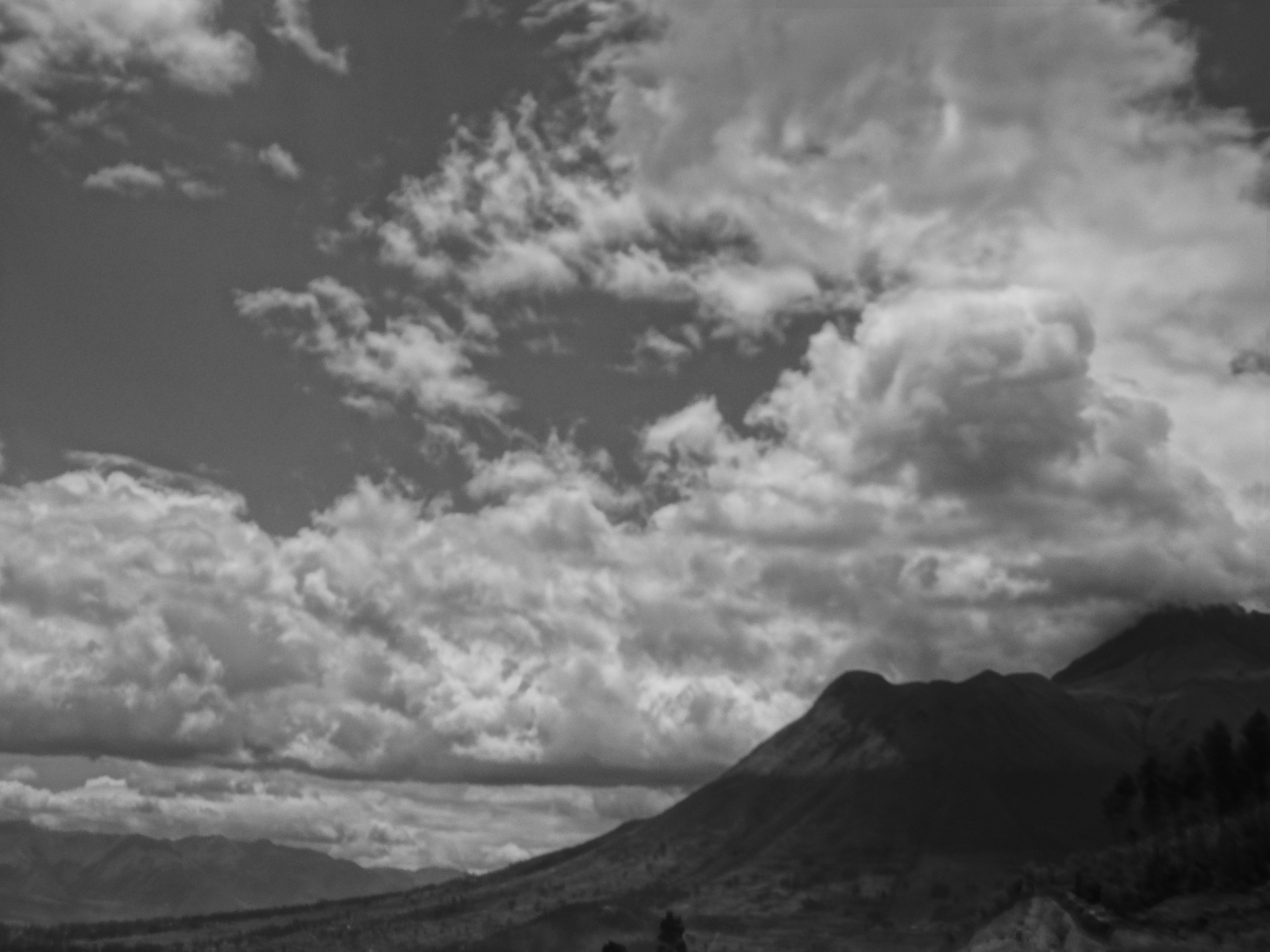
Imbabura